# Calanda (Spanyolország)
{{Spanyol település infobox
| név                         = Calanda
| helyi név                   = 
| kép                         = 
| képméret                    = 
| képaláírás                  = 
| címer                       = 
| zászló                      = 
| mottó                       = 
| becenév                     = 
| autonóm közösség            = 
| tartomány                   = Teruel
| megye                       = 
| kerületei                   = 
| alapítás éve                = 
| alapítás éve forrás         = 
| polgármester                = 
| jegyző                      = 
| irányítószám                = 
| körzethívószám              = 
| testvértelepülései          = 
| népesség                    = 
| népesség éve                = 
| népesség forrás             = 
| népsűrűség                  = 
| népsűrűség forrás           = 
| tengerszint feletti magasság= 
| terület                     = 
| szélességi fok              = 
| szélességi ívperc           = 
| szélességi ívmásodperc      = 
| hosszúsági fok              = 
| hosszúsági ívperc           = 
| hosszúsági ívmásodperc      = 
| hosszúság                   = 
| szöveg pozíciója            = 
| weboldal                    = 
Calanda település Spanyolországban, Teruel tartományban. Lakosainak száma 3678 fő (2024).

## Látnivalói
Dél-Aragónia több másik településéhez hasonló eseményeket szerveznek minden év áprilisában a Semana Santa alkalmából (pl. nagypénteken délben a "la rompido de la hora".)

## Népesség
A település népessége az utóbbi években az alábbiak szerint változott:
| Lakosok száma | 3467 | 3598 | 3737 | 3899 | 3956 | 3920 | 3729 | 3748 | 3755 | 3678 |
|               | 2001 | 2004 | 2007 | 2009 | 2012 | 2014 | 2017 | 2019 | 2022 | 2024 |